# Michel Hacq
Michel Hacq, né le 11 mai 1909 à Nevy-sur-Seille (Jura), mais marqué né à Lons (Pyrénées-Atlantiques) sur le site de Lons, et mort le 30 novembre 1994 à Boulogne-Billancourt (Hauts-de-Seine), est un commissaire de police français qui constitue une des figures emblématiques de la résistance policière.
Entré en 1934 à la Sûreté nationale, après une licence en droit à la faculté de Dijon et à l'issue de son service militaire, Michel Hacq rejoint la résistance en novembre 1942. Déporté au camp de Mauthausen, il est un des membres fondateurs de la Fondation de la Résistance.
Directeur de la Police judiciaire pendant la guerre d'Algérie, il organise la traque de l'OAS en 1961, dans le cadre de la Mission « C » (pour Choc) opérant en Algérie.
La quarante-cinquième promotion de commissaires de police issus de l'école nationale supérieure de la police, entrée en fonction en 1995, porte son nom.